# 第1教育連隊
第1教育連隊（だいいちきょういくれんたい、1st Traning Regiment）は、陸上自衛隊多賀城駐屯地に駐屯していた東北方面隊直轄の教育部隊で2006年（平成18年）3月26日に廃止された。

## 概要
自衛隊発足当時、各方面隊にはそれぞれ独自に中隊規模の新隊員教育隊が編成されていたが、教育内容の不斉一や運用上の不都合などの問題から、これらの教育隊を統合し教育連隊が編成される事になった。その流れを組んで編成されており、東北方面管内の新隊員（2等陸士）および曹候補士前期教育を担任していた。2006年（平成18年）3月、東北方面混成団の新編に伴い廃止された。

## 沿革
- 1959年（昭和34年）8月13日：第1教育連隊が八戸駐屯地において編成完結。
- 1962年（昭和37年）8月3日：第1教育連隊が八戸駐屯地から多賀城駐屯地に移駐。
- 2006年（平成18年）3月26日：第1教育連隊（多賀城駐屯地）が廃止され、東北方面混成団に隷属する第119教育大隊に改編。

## 廃止時の組織編成
- 第1教育連隊本部→ 東北方面混成団本部および第119教育大隊本部へ分割。
  - 総務科
  - 訓練科
  - 管理科「1教連-本」
- 第304共通教育中隊「304教」→ 第119教育大隊本部および隷下の教育中隊に分割再編。第340共通教育中隊、第341共通教育中隊に改編。
- 第305共通教育中隊「305教」→ 廃止。
- 第306共通教育中隊「306教」→ 廃止。

| 代 | 氏名     | 在職期間                        | 前職                         | 後職                                       |
| -- | -------- | ------------------------------- | ---------------------------- | ------------------------------------------ |
| 01 | 安村寿吉 | 1959年08月13日 - 1961年12月15日 | 第5普通科連隊付              | 東部方面監察隊長 兼 東部方面総監部監察課長 |
| 02 | 高橋芳雄 | 1961年12月16日 - 1964年03月15日 | 自衛隊青森地方連絡部長       | 東北方面総監部募集課長                     |
| 03 | 池田尹彦 | 1964年03月16日 - 1965年03月15日 | 第2教育団副団長              | 自衛隊滋賀地方連絡部付                     |
| 04 | 佐伯宣也 | 1965年03月16日 - 1967年01月09日 | 自衛隊体育学校勤務           | 東部方面総監部付                           |
| 05 | 小田信次 | 1967年03月16日 - 1969年03月16日 | 第7師団司令部第3部長         | 陸上自衛隊富士学校 機甲科教育部副部長      |
| 06 | 渋谷晃   | 1969年03月17日 - 1971年03月15日 | 陸上自衛隊幹部学校研究員     | 陸上自衛隊富士学校勤務                     |
| 07 | 本郷英雄 | 1971年03月16日 - 1973年03月15日 | 陸上自衛隊業務学校勤務       | 東北方面総監部監察官                       |
| 08 | 渡部豊喜 | 1973年03月16日 - 1974年03月15日 | 東北方面総監部総務課長       | 東北方面総監部総務課勤務                   |
| 09 | 斯波吉保 | 1974年03月16日 - 1976年03月15日 | 自衛隊奈良地方連絡部長       | 武山駐とん地業務隊長                       |
| 10 | 安田博三 | 1976年03月16日 - 1977年07月31日 | 統合幕僚学校学校教官         | 東部方面総監部総務課勤務                   |
| 11 | 佐藤徹夫 | 1977年08月01日 - 1979年07月31日 | 第5陸曹教育隊勤務            | 第1空挺団副団長                            |
| 12 | 八代梓   | 1979年08月01日 - 1981年07月01日 | 第1教育連隊副連隊長          | 退職                                       |
| 13 | 今井一郎 | 1981年07月01日 - 1983年07月31日 | 第1空挺団本部勤務            | 木更津駐屯地業務隊長                       |
| 14 | 小野勇   | 1983年08月01日 - 1985年08月07日 | 今津駐屯地業務隊長           | 第13師団司令部監察官                       |
| 15 | 河原正義 | 1985年08月08日 - 1988年03月15日 | 西部方面総監部人事部勤務     | 第4師団司令部勤務                          |
| 16 | 志水恒雄 | 1988年03月16日 - 1989年04月01日 | 多賀城駐屯地業務隊長         | 退職                                       |
| 17 | 香山卓摩 | 1989年04月01日 - 1990年07月31日 | 自衛隊仙台病院総務部長       | 東北方面総監部勤務                         |
| 18 | 和田良輔 | 1990年08月01日 - 1992年08月02日 | 東北方面総監部人事部募集課長 | 陸上自衛隊少年工科学校総務部長             |
| 19 | 平山武良 | 1992年08月03日 - 1995年03月22日 | 第9師団司令部監察官          | 船岡駐屯地業務隊長                         |
| 20 | 山田和夫 | 1995年03月23日 - 1997年03月25日 | 東部方面調査隊長             | 檜町警備隊長                               |
| 21 | 鎌田徹   | 1997年03月26日 - 1998年11月30日 | 東北方面総監部総務部総務課長 | 陸上幕僚監部監理部法務課長                 |
| 22 | 勝美治   | 1998年12月01日 - 2001年07月31日 | 自衛隊山形地方連絡部副部長   | 東北方面総監部勤務                         |
| 23 | 石井光   | 2001年08月01日 - 2004年03月22日 | 陸上自衛隊東北補給処企画室長 | 東北方面総監部勤務                         |
| 末 | 高橋静   | 2004年03月23日 - 2006年03月26日 | 東北方面総監部総務部広報室長 | 陸上自衛隊小平学校付                       |